# Мурманска митрополија
Мурманска митрополија (рус. Мурманская митрополия) митрополија је Руске православне цркве.
Образована је одлуком Светог синода од 2. октобра 2013, а налази се у оквиру граница Мурманске области. У њеном саставу се налазе двије епархије: Мурманска и Североморска.